# Сирена (митология)
 Тази статия е за митологичното същество сирѐна.  За разреда водни бозайници вижте Сирени.  
Сирѐните (на гръцки: Σειρῆνας) в древногръцката митология са полужени-полуптици. Те са морски нимфи – наяди.
Смята се, че са дъщери на речния бог Ахелой (от музите Терпсихора или Мелпомена или от Стеропа) или на Форкис. Техният брой варира според различните автори между 2 и 5.

## Легенди
Със своите песни сирените примамвали минаващите наблизо кораби към скалите, където те се разбивали и моряците намирали смъртта си. Когато Одисей трябвало да мине покрай тях, казал на всички моряци да сложат восък в ушите си, за да не чуват омайните им песни, а той самият, тъй като бил много любопитен да ги чуе, заповядал да го вържат на мачтата. Когато обаче чул песните на сирените, молил дълго моряците да го отвържат, но те не обърнали внимание на молбите му.
Язон бил предупреден от Хирон, че Орфей ще му бъде необходим в пътешествието, което той предприел с аргонавтите за Златното руно и когато минавали покрай сирените Орфей изсвирил толкова красива песен с лирата си, че заглушил гласовете на сирените. Сирените не били безсмъртни, пророчество гласяло, че дори само един кораб да успее да премине покрай тях устоявайки на омайните им песни, сирените щели да умрат. И така те векове ги нямало в океаните и моретата.